# اوترخت ۱۲۶۹۵
سیارک ۱۲۶۹۵ (به انگلیسی: 12695 Utrecht، نامگذاری:1989GR3) دوازده هزار و ششصد و نود و پنجمین سیارک کشف شده‌است که در ۱ آوریل ۱۹۸۹ کشف شد.
قدر مطلق سیارک برابر ۱۷.۸ است.